# Riemannova sféra
Komplexní číslo lze znázornit na tzv. Riemannově sféře. Jedná se o povrch koule, která se svým jižním pólem (bod {\displaystyle S}) dotýká Gaussovy roviny v jejím počátku. Spojnice libovolného bodu {\displaystyle z} Gaussovy roviny se severním pólem Riemannovy sféry (bod {\displaystyle N}) protne sféru v bodě {\displaystyle z^{\prime }}. Přiřazení bodů {\displaystyle \ z} a {\displaystyle z^{\prime }} je vzájemně jednoznačné.
Severnímu pólu {\displaystyle N} odpovídá nevlastní bod {\displaystyle z=\infty }.